# 太良峡
太良峡（だいらきょう）は、秋田県藤里町の藤琴沢国有林内にある渓谷。藤里峡の一つ。東北森林管理局は太良峡風景林として昭和48年4月にレクリェーションの森として設定している。2004年に指定された秋田白神県立自然公園に含まれている。

## 概要
太良峡（だいらきょう）は、白神山地を源とする藤琴川の上流部にある渓谷である。青森県道・秋田県道317号西目屋二ツ井線が通っており、藤琴川をまたぐ太良橋を過ぎて、３キロほど進むと太良峡入口に至る。樹齢約２００年を越える天然秋田杉とブナなどの広葉樹林の中を谷底に下りると、藤琴川沿いに約1kmに渡って遊歩道が整備されている。一通り滝、位牌岩、仁王岩、不動岩、犬戻しの岸壁など大小さまざまな滝や奇岩、怪石が連続する渓谷である。また、渓流の強い勢いの流れによって動く石のために岩が削られて穴があいてしまう甌穴（おうけつ）が見られる。
この渓谷一帯には、かつて、太良鉱山があった。現在は、山神社が残っている。遊歩道沿いでは、鉱石などを運んだトロッコの軌道跡も見られる。詳細は太良鉱山を参照。
平成28年（2016年）の大雨による土砂崩れのため、遊歩道が損壊した。そのため、2018年6月現在、一通り滝までしか行くことができず。そこから折り返しのコースだけの散策が可能となっている。復旧の見通しはたっていない。

太良峡、太良鉱山にも、江戸時代の旅行家、菅江真澄が訪れている。太良橋のたもとには、その時に詠んだ和歌の歌碑が設置されている。
菅江真澄の和歌・・・
『花はいつ　桜の梢　松の葉も　またゆふ凝りの　霜のおくやま』

## ギャラリー

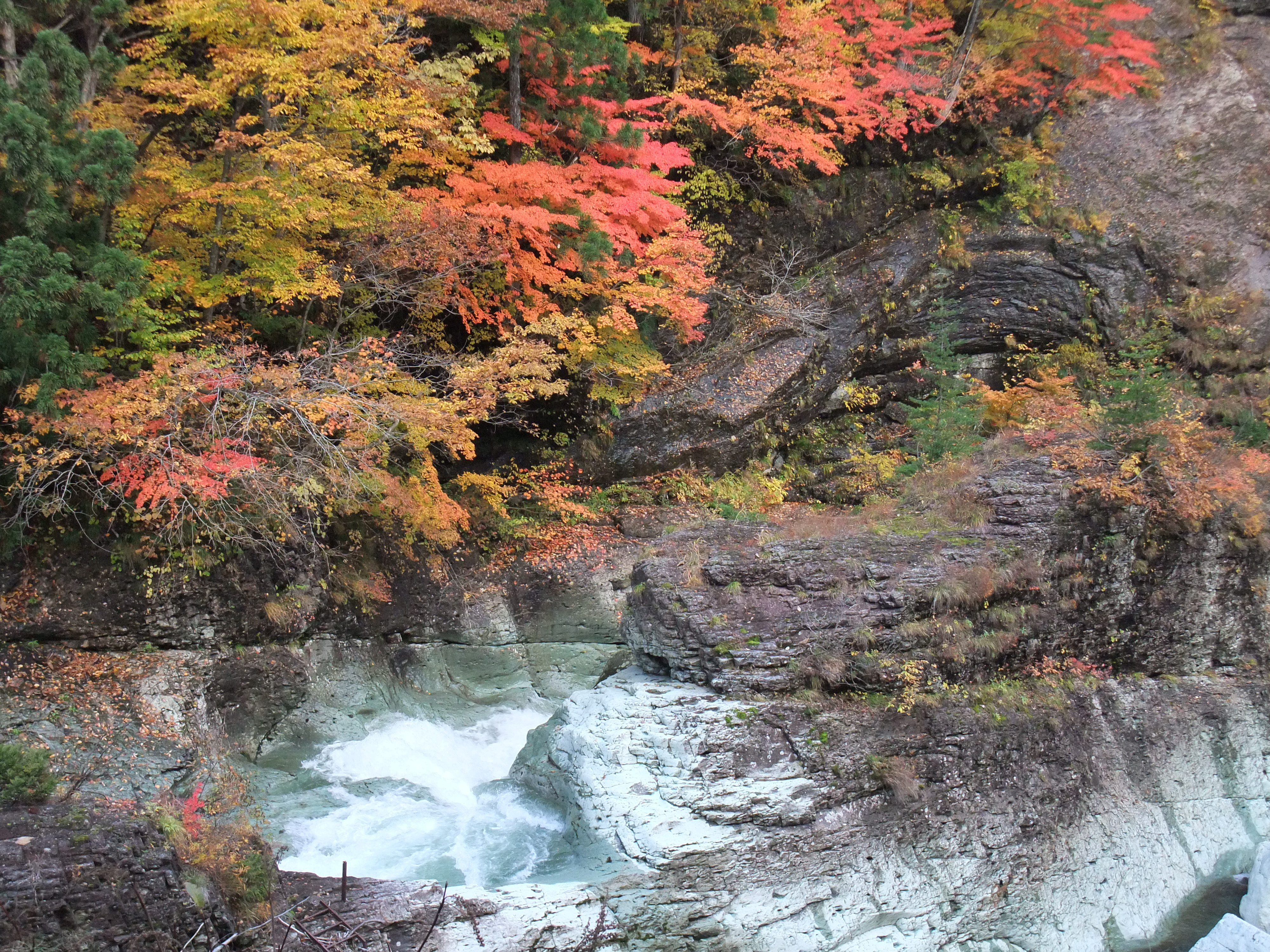
紅葉の太良峡谷
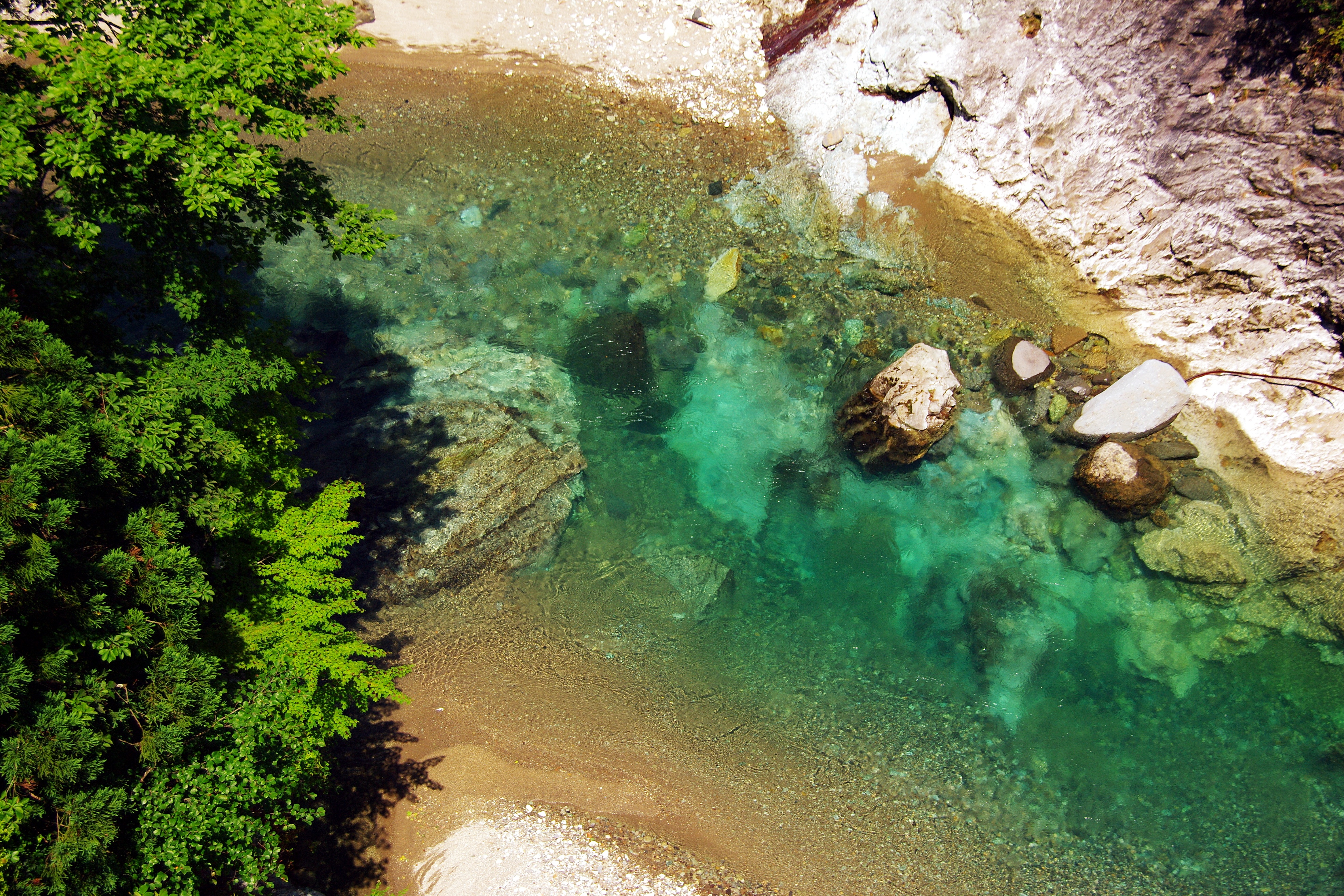
太良峡の流れ
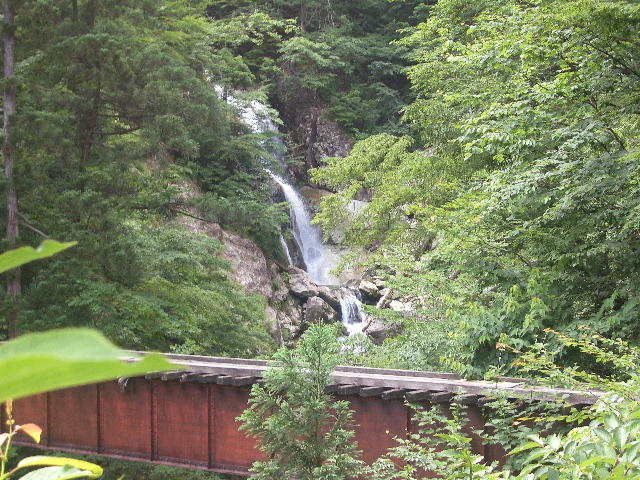
一通滝

## アクセス
- JR二ツ井駅より車で５０分